# 头花粉条儿菜
头花粉条儿菜（学名：Aletris capitata）为百合科粉条儿菜属下的一个种。